# Kutuzov (film fra 1943)
Kutusov (russisk: Кутузов) er en sovjetisk film fra 1943 af Vladimir Petrov.

## Handling
Filmen viser fra russisk synsvinkel hovedbegivenhederne under Napoleons felttog i Rusland i 1812, har den russiske hær under ledelse af blandt andet general Mikhail Kutuzov slog invasionshæren tilbage.

## Medvirkende
- Aleksej Dikij som Kutuzov
- Semjon Mezjinskij som  Napoleon Bonaparte
- Jevgenij Kaluzhskij som Marskal Berthier
- Sergo Zakariadze som Bagration
- Nikolaj Okhlopkov som Barclay de Tolly